# پروژه شامروک
پروژه شامروک (به انگلیسی: Project SHAMROCK) خواهر پروژه مینارت و یک کار جاسوسی بود که در اوت ۱۹۴۵ آغاز شد. کار پروژه شامروک، گردآوری همه تلگراف‌های ورودی و خروجی از ایالات متحده آمریکا بود. سازمان امنیت نیروی هوایی و جانشین آن، آژانس امنیت ملی، مجریان این برنامه بودند. این دو سازمان، دسترسی مستقیم به کپی ریزفیلم‌های روزانه همه تلگراف‌های ورودی، خروجی، و عبوری از طریق وسترن یونیون و همکاران آن، یعنی آرسی‌ای، و آی‌تی‌تی داشتند. آژانس امنیت ملی، کار رهگیری را انجام می‌داد و اگر اطلاعات به دردبخور برای دیگر سازمان‌ها را بدست می‌آورد برای آنها می‌فرستاد. "این سازمان‌ها اداره تحقیقات فدرال (اف‌بی‌آی)، آژانس اطلاعات مرکزی (سیا)، سرویس مخفی ایالات متحده آمریکا، دفتر مواد مخدر و مواد مخدر خطرناک، و وزارت دفاع ایالات متحده آمریکا بودند." هیچ نظارت قانونی بر پروژه مینارت وجود نداشت و رهگیری، بدون حکم دادگاه انجام می‌شد. هیچ نظارت قانونی بر پروژه مینارت وجود نداشت و رهگیری، بدون حکم دادگاه انجام می‌شد.
برپایه استفان بودیانسکی، پیشینه پروژه شامروک به سال ۱۹۴۰ (میلادی) باز می‌گردد: "در ژانویه ۱۹۴۰ معاون ژنرال ارتش، نامه‌ای به رئیس آراس‌ای (دیوید سارنوف) نوشت و نظر او را درباره امکان بکارگیری ستوان ارل اف. کوک در آن شرکت پرسید." کوک از همه تلگراف‌های الکتریکی بازرگانی بین‌المللی عکس می‌گیرد. "این روش کار سری - که تقریباً غیر قانونی بود - پیشینه پروژه شامروک شد." سانسور رسمی در دوره جنگ جهانی دوم از دسامبر ۱۹۴۰ آغاز شد که همه کابل‌های ارتباطی برای بازرسی، به سوی سازمان‌های دولتی، تغییر مسیر داده شدند. برپایه اداره‌کننده پیشین آژانس امنیت ملی، لوئیس دابلیو. توردلا، برنامه گردآوری تلگراف‌ها، درست همانطور که از آغاز جنگ، شروع شده بود و بدون جلب توجه کس خاصی ادامه یافت. سه شرکت اصلی دارنده کابل، کپی همه تلگراف‌هایی را که از نیویورک، واشینگتن، دی.سی، و سان فرانسیسکو عبور می‌کردند به حکومت فدرال ایالات متحده آمریکا می‌دادند. در دهه ۱۹۵۰ (میلادی) پروژه "نیو شامروک" ۶۰ تا ۷۰ سفارت کشور خارجی را شنود می‌کرد.
در اوج کار پروژه شامروک، کارکنان آژانس امنیت ملی ۱۵۰،۰۰۰ پیام را در هر ماه، چاپ و بررسی می‌کردند.
در مه ۱۹۷۵ منتقدان پروژه شامروک در مجلس نمایندگان ایالات متحده آمریکا شروع به بررسی و افشای آن کردند. در نتیجه، اداره‌کننده آن هنگام آژانس امنیت ملی لو الن اجرای این پروژه را در سازمان زیر نظر خود (و نه سازمان‌های دیگر) پایان داد. بر پایه استفان بودیانسکی، یک گزارش وزارت دادگستری ایالات متحده آمریکا در سال ۱۹۷۷ (میلادی) نشان داد که قوانین شنود تلفنی، زیر پا گذاشته شده‌اند. اما "اگر سازمان‌های اطلاعاتی، اختیارات قانونی بیش از اندازه با مسئولیت‌پذیری بسیار کم داشته باشند به معنی شکست ۳۵ سال ریاست‌جمهوری و کنگره، به جای سازمان‌های اطلاعاتی و کارمندان آنها باشد.
شهادت نمایندگان شرکت‌های دارنده کابل و لو الن در در نشست پرسش و پاسخ کمیته منتخب مجلس سنای ایالات متحده آمریکا در امور اطلاعاتی، رئیس کمیته کلیسا، فرانک چرچ را به این نتیجه رساند که پروژه شامروک احتمالاً بزرگترین پروژه رهگیری حکومت آمریکا و تاثیرگذار بر زندگی آمریکایی‌ها تا آن هنگام بوده است.
یکی از پیامدهای این بررسی، پیدایش لایحه نظارت بر اطلاعات خارجی مصوب ۱۹۷۸ (میلادی) [و دادگاه نظارت بر اطلاعات خارجی ایالات متحده آمریکا] بود تا قدرت آژانس امنیت ملی را کم کند و آنرا ملزم به گرفتن حکم دادگاه و بررسی قضایی کند. یک حفاظت درون سازمانی دیگر، تنظیم دستورالعمل شماره ۱۸ شنود الکترونیک بود. این دستور العمل درون سازمانی، مجموعه رویه‌هایی برای آژانس امنیت ملی و جامعه اطلاعاتی ایالات متحده آمریکا بود که در سال ۱۹۸۰ (میلادی) منتشر و در ۱۹۹۳ (میلادی) به‌روزرسانی شد.
تا پیش از ریاست‌جمهوری جرج دابلیو بوش، دستورالعمل شماره ۱۸ راهنمای عمومی برای مواجهه با شنود الکترونیک گردآوری‌شده ناخواسته از شهروندان آمریکایی، بدون حکم دادگاه بود. تفسیر ریاست‌جمهوری جرج دابلیو بوش از لایحه نظارت بر اطلاعات خارجی و اصول دستورالعمل شماره ۱۸ شنود الکترونیک، این دیدگاه را ارائه داد که قوه مجریه، اختیار یگانه‌ای برای نظارت بدون حکم دادگاه دارد که برپایه بررسی مجلس نمایندگان ایالات متحده آمریکا، به معنی زیر پا گذاشتن آشکار آرمان لایحه نظارت بر اطلاعات خارجی است.